# Francisco Gil de Taboada
Francisco Gil de Taboada y de Lemos y Villa Marín (Santa María de Soto Longo, 24 settembre 1733 – Madrid, 1809) fu un ufficiale della marina spagnola ed amministratore coloniale in America. Fu per breve tempo viceré della Nuova Granada nel 1789, e tra il 25 marzo 1790 ed il 6 giugno 1796 viceré del Perù..
Dopo il compito di viceré tornò in Spagna, dove divenne membro della giunta di governo dopo che re Ferdinando VII fu obbligato ad abdicare da Napoleone. Fu anche direttore generale della Marina Reale Spagnola.

## Gioventù
Francisco Gil de Taboada y Lemos nacque nel 1733 (anche se alcune fonti riportano il 1736 o il 1737) in Galizia, Spagna.
Divenne membro dei Cavalieri Ospitalieri all'età di 16 anni. Entrò nella marina come cadetto a Cadice il 27 ottobre 1752. Fu promosso tenente de navio il 3 settembre 1767. In questo periodo navigò nel Mediterraneo, nell'Atlantico e nel Pacifico.
Fu promosso comandante nel 1770 e capitano nel 1776. Dal 5 gennaio 1774 al 1º febbraio 1777 fu governatore spagnolo delle Isole Falkland. Il 17 febbraio 1779 fu nominato capitano della neonata Compagnia del Dipartimento dei Cadetti della Marina di Ferrol. Ricoprì questa posizione finché non fu nominato viceré e capitano generale della Nuova Granada e presidente della Audiencia di Bogotà da Valdez, ministro delle Indie (1788). Da questo momento divenne comandante di uno squadrone.

## Viceré della Nuova Granada
Assunse l'incarico nel gennaio del 1789, e lo mantenne fino a luglio, quando divenne viceré del Perù e presidente della Audiencia di Lima. Il 4 marzo 1789 divenne tenente generale.

## Viceré del Perú
In Peru introdusse riforme amministrative, incoraggiò lo sviluppo della letteratura e delle arti, organizzando spedizioni di esplorazione.
Oltre ad essere un ufficiale in carriera della marina che aveva combattuto in Algeria, Normandia, Gibilterra e Sicilia, Gil de Taboada fu anche un uomo di lettere. In Perù si distinse per il proprio supporto alle arti, alle scienze ed alle esplorazioni. Sostenne la fondazione del giornale El Mercurio Peruano nel 1791 e fondò l'Accademia delle Belle Arti. Nello stesso periodo combatté la diffusione delle idee rivoluzionarie francesi e proibì la circolazione della Dichiarazione dei diritti dell'uomo e del cittadino. Fondò un centro anatomico ed un ospedale, supportò la scuola di navigazione ed ordinò il primo censimento della popolazione. Reincorporò la regione di Puna nel Vicereame del Perù.
Alla fine del suo mandato di viceré, nel 1796, tornò in Spagna. Qui fu soggetto al juicio de residencia che indagò sullo stato delle finanze coloniali durante la sua amministrazione. Si trattava di un procedimento comune alla fine di un mandato di viceré. Il verdetto fu in suo favore.

## Ritorno in Spagna

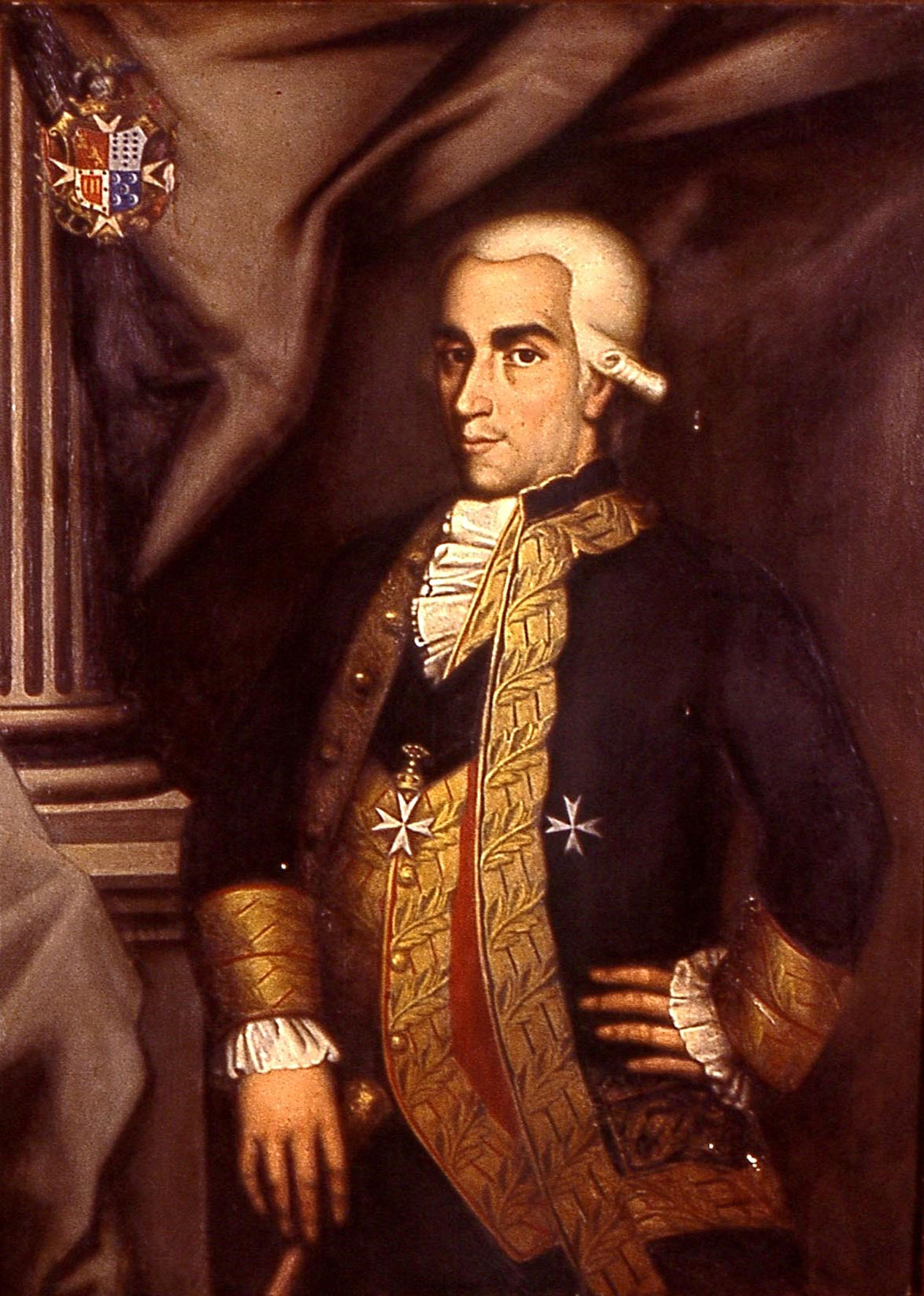
Francisco Gil de Taboada

Nel 1799 fu nominato direttore generale della marina, posizione che ricoprì in contemporanea con altre alte posizioni fino al 1807.
Il 6 febbraio 1805, dopo la nomina del generale Domingo Grandallana a comandante dello squadrone a el Ferrol, Gil de Taboada divenne segretario di stato e della marina ad interim. Nel novembre dello stesso anno fu promosso capitano generale della marina. Il 22 aprile 1806 fu nominato ministro della marina (non più ad interim).
Mantenne questi titoli sotto all'autorità di Carlo IV. Il 17 marzo 1808 l'ammutinamento di Aranjuez obbligò Carlos ad abdicare lasciando lo scettro al figlio, Ferdinando VII. I ribelli di Aranjuez attaccarono anche l'odiato Primo Ministro Manuel Godoy. Questo e gli eventi che seguirono cambiarono faccia alla politica spagnola, ed ebbe enormi ripercussioni nelle colonie spagnole delle Americhe.

## Membro della giunta di governo
I ministri del governo, tra cui Gil de Taboada, furono confermati da Ferdinando.
Su invito di Napoleone, sia Carlo che Ferdinando lasciarono la Spagna per la Francia, attraversando il confine il 21 aprile 1808. Giunsero a Bayonne, dove Napoleone li obbligò ad abdicare reclamando la corona spagnola che diede al fratello Giuseppe Bonaparte. Fu l'inizio di un esilio durato sette anni per i re spagnoli.
Prima di lasciare Bayonne, Ferdinando VII aveva creato una giunta di governo (Junta Suprema de Gobierno) composta dai suoi ministri e presieduta da Infante Antonio, zio di Fernando VII. Gil de Taboada era ancora ministro della marina. Quando Gioacchino Murat chiese che Godoy (imprigionato presso il castello di Villaviciosa fin dalla deposizione) lasciasse il comando ai francesi, Gil si oppose fermamente.
Temendo l'invasione francese, Gil suggerì di far spostare da Madrid la giunta di governo. Infante Antonio, il giorno successivo alla popolare Rivolta del due di maggio, fu obbligato a raggiungere Carlo e Ferdinando a Bayonne. Antonio scrisse a Gil dicendo che la giunta avrebbe dovuto continuare a lavorare, ma Murat chiese di averne il controllo. Molti membri lo accettarono il 4 maggio, ma Gil non lo fece. Pochi giorni dopo diede le dimissioni.
Dopo la battaglia di Bailén (18-22 luglio 1808) in cui i francesi furono sconfitti ed obbligati a ritirarsi da Madrid, Gil de Taboada giurò di nuovo come membro della giunta di governo, stavolta nella Junta Suprema Central. Questo avvenne il 29 settembre 1808 ad Aranjuez. Quando i francesi rioccuparono la capitale richiesero un giuramento di alleanza a Giusueppe Bonaparte, col titolo di re Giuseppe I di Spagna. Gil, ora ottantenne, si rifiutò. Girarono voci secondo cui sarebbe stato incriminato per il suo rifiuto, ma Giuseppe lo negò, dicendo che un uomo vecchio così valoroso non doveva essere molestato.
Quando Gil de Taboada morì l'anno seguente, la guarnigione francese di Madrid gli accordò onori funebri dovuti agli uomini di alto livello.